# Copelatus validus
Copelatus validus är en skalbaggsart som beskrevs av Sharp 1882. Copelatus validus ingår i släktet Copelatus och familjen dykare. Inga underarter finns listade i Catalogue of Life.